# Becky Sullivan
Becky Sullivan é uma sonoplasta americana. Como reconhecimento, foi nomeada ao Oscar 2015 na categoria de Melhor Edição de Som por Unbroken.